# دوري المقاطعات الشمالي الغربي 1989–90
دوري المقاطعات الشمالي الغربي 1989–90 هو موسم من دوري المقاطعات الشمالي الغربي. فاز فيه Warrington Town F.C. ‏.